# José Luis Enfedaque Planillas
José Luis Enfedaque Planillas (Barcelona, 9 de juliol de 1955) va ser un ciclista català, que només fou professional entre 1977 i 1978. No aconseguí cap victòria com a professional, encara que acabà segon en una etapa de la Setmana Catalana de 1977, darrere del gran belga Freddy Maertens.

## Palmarès
- 1976
  - Vencedor d'una etapa a la Volta da Ascensión

### Resultats a la Volta a Espanya
- 1977. Abandona